# Petru Rareș
Petru Rareș (pronunciat en romanès: [ˈpetru ˈrareʃ]), de vegades conegut com a Petryła o Pere IV (Petru IV; ca. 1483 - 3 de setembre de 1546), va ser dues vegades voivoda de Moldàvia: del 20 de gener de 1527 al 18 de setembre de 1538 i del 19 de febrer de 1541 al 3 de setembre de 1546.
Va ser un fill il·legítim nascut (probablement a Hârlău) d'Esteve el Gran. La seva mare era Maria Răreșoaia de Hârlău, l'existència de la qual no està documentada històricament, però que es diu que va ser l'esposa d'un ric mercader de peix boiar sobrenomenat Rareș "pel cabell rar" (és a dir, calb). Per tant, Rareș no era el nom real de Petru, sinó un sobrenom del marit de la seva mare.
En la seva joventut va ser comerciant de peix, però el príncep Ștefăniță, net de Ștefan cel Mare, al seu llit de mort, va recomanar a Petru com a candidat adequat al tron, reconeixent així el llinatge de sang de Petru de Ștefan cel Mare.
Petru va exhibir moltes de les qualitats del seu pare: ambició, atreviment, valentia, pietat, gust artístic. Tanmateix, estava marcat per la inconstància i la manca d'instints polítics.

## Primer període de regla

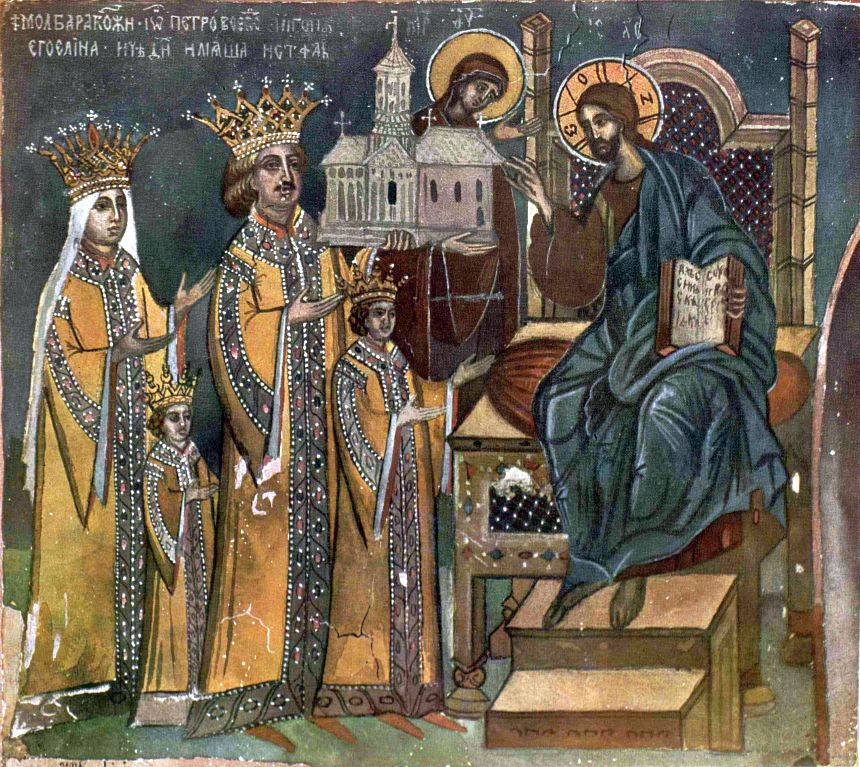
Petru Rareş

A les batalles hongareses entre Ferran d'Habsburg i Joan Zápolya, inicialment es va fer costat a Ferran, però quan els otomans van concedir el reconeixement a Zápolya, va canviar de lleialtat. A canvi de la ciutadella de Bistrița, va entrar a Transsilvània pel costat de Zápolya i va aixafar Ferran a Feldioara el 22 de juny de 1529. Llavors Zápolya li va donar Ungurașul, però malgrat els esforços realitzats, Rareș no va poder ocupar Bistrița. Tampoc va poder sotmetre Brașov, que va tornar a assetjar a l'octubre durant diverses setmanes. Per tant, estava lluny d'acomplir el seu pla de governar Transsilvània. Es va haver de conformar amb Ciceu i Cetatea de Baltă, governats pel seu pare, i amb el bisbat de Vad.
Després va desplaçar la seva atenció a Polònia i el 1530 va ocupar Pokuttya. El general polonès Jan Tarnowski aviat la va reconquerir, però quan Petru va tornar a entrar a Pokuttya, va ser derrotat per Tarnowski mitjançant tàctiques superiors a Obertyn el 22 d'agost de 1531.
Els esdeveniments el van obligar a tornar a Transsilvània. Aquí, els otomans havien enviat un aventurer italià, Lodovico Gritti, per restablir l'ordre. El voivoda de Transsilvània István Majláth i els nobles del país el van obligar a tancar-se a Mediaș. Com que Petru havia rebut ordres del soldà d'alliberar en Gritti, va enviar el seu vassall de confiança Huru perquè fes la feina. Tanmateix, en comptes d'ajudar a Gritti, Huru el va atraure i el va lliurar als seus enemics, que el van matar a l'acte (1534). Aleshores, Rareș va matar els fills de Gritti, que havien entrat a Moldàvia. Els otomans no podien prendre represàlies actualment, estaven ocupats a Pèrsia, per la qual cosa Petru va ser lliure de continuar les seves intrigues entre Ferran i Zápolya. Els polonesos van intentar en va substituir-lo el 1538, apel·lant al soldà perquè el castigui. Aleshores, l'excés de zel Petru, abandonat pels seus propis boiars, la seva capital Iași en flames, i enfrontat a un exèrcit turc-tàtar-polonès encapçalat per Soliman el Magnífic, que portava a Ştefan Lăcustă al tron, va haver de fugir a la seva fortalesa de Transsilvània. de Ciceu.
Es diu que, durant aquest vol, Rareş va vagar durant dues setmanes pels boscos infranquejables de Transsilvània, amb dificultats per obrir-se camí entre vegetació espinosa i arbustos i arbres antics. Superat per la fam, la set, la commoció i la desesperació, va ser vist per un grup de pescadors. Com que ell mateix havia estat pescador, va ser reconegut i el van acollir i cuidar. Un cop recuperat, els seus amfitrions el van vestir amb roba de pescador i li van mostrar una drecera a la seva ciutadella.

## Segon període de regla

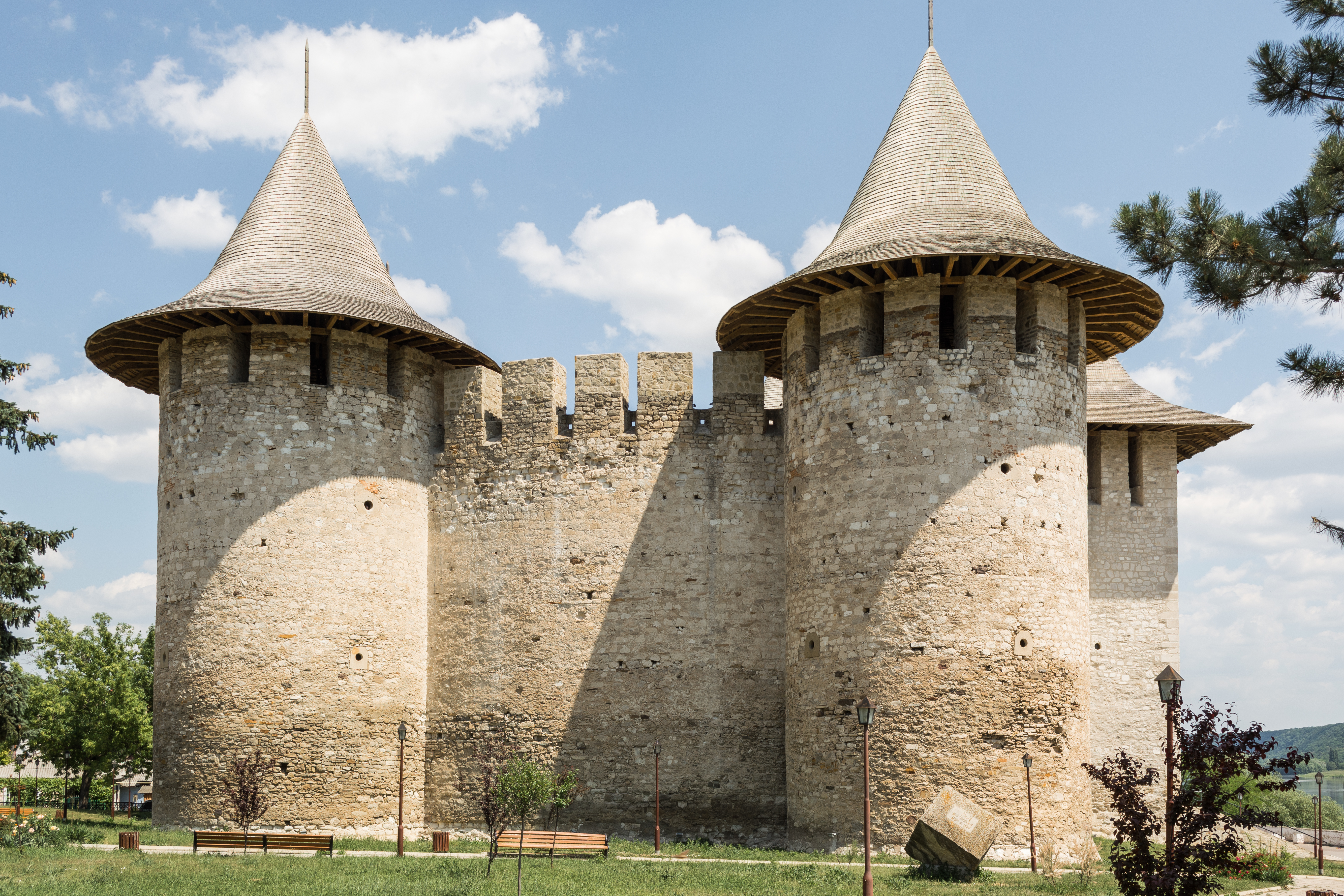
Una fortalesa erigida per Petru Rareş a Soroca.

Van passar més de dos anys i diversos canvis polítics a Transsilvània i Moldàvia abans que Petru pogués obtenir el perdó del soldà i recuperar el tron moldau a principis de 1541. Entrant al país, va capturar el voivoda Alexandru Cornea i els seus fidels boiars i els va matar. Ara, però, ja no se li confiava per fer les guerres, sobretot perquè ja no conservava els seus vincles especials amb Muntènia, ja que el seu gendre Vlad VII Vintilă havia estat assassinat. Tampoc va poder recuperar el Budjak, ocupat per Soliman, ni tan sols les ciutadelles de Ciceu i Cetatea de Baltă, excepte com a simples feus (cosa que va fer el 1544), perquè els seus murs havien estat arrasats per George Martinuzzi.
El 1541, Rareş va capturar al voivoda de Transsilvània István Majláth a Făgăraş, per ordre del soldà, i el va enviar a Constantinoble.El 1542 va intentar prendre Bistriţa sense èxit. Un altre fracàs va ser la seva participació entusiasta en els plans per a una croada dels prínceps cristians contra els otomans. Va prestar al cap de la croada proposada, Joaquim II de Brandenburg, 200.000 florins, però la iniciativa va ser abandonada quan Buda va ser assetjada el 1542 i Rareş va morir, encara vassall turc, el 3 de setembre de 1546. Està enterrat al monestir que ell va dotar, el monestir de Probota.
En l'àmbit eclesiàstic i artístic, va continuar la tradició heretada d'Esteve el Gran. Ajudat per la seva dona Jelena, va construir i reparar nombroses esglésies, entre elles a Baia, Botoşani, Hârlău, Târgu Frumos i Roman. El seu èxit més bonic es considera el Monestir de Probota.

## Descència
- Amb Maria, assassinada el 28 de juny de 1529:
  - Bogdan (m. 3 de setembre de 1534)
  - Ana (m. 1545), esposa del príncep valaqui Vlad VI Înecatul
  - Chiajna (ca. 1525–1588, Constantinoble), esposa del príncep valaqui Mircea V Ciobanul
- Amb la princesa sèrbia Jelena Branković (ca. 1502–1552 (estrangulada)), filla del dèspota Jovan Branković, casada amb Rareş el 1530:
  - Maria (1536-1614) esposa del boiar Radu Balică, aleshores de Ioan Movilă d'Hudeşti, a qui va donar a llum els prínceps de Valàquia i de Moldàvia, respectivament Ieremia Movilă i Simion I Movilă.
  - Ilie II Rareş, (n. 1531), príncep de Moldàvia
  - Ştefan VI Rareş (n. 1532), príncep de Moldàvia
  - Constantin (1542 - 26 de març de 1554, Constantinoble)
  - Ruxandra (m. 1570), esposa del príncep moldau Alexandru IV Lăpuşneanu
- Amb la saxona Ecatarina de Kronstadt (assumpte il·legítim):
  - Iancu Sasul, príncep de Moldàvia
- Amb una dona desconeguda (assumpte il·legítim):
  - Bogdan Constantin (m. 1573), pretendent al tron moldau